# Stade Van Donge & De Roo
Le Stade Van Donge & De Roo (en néerlandais: Van Donge & De Roo Stadion, ancien nom: Stade de Woudestein - en néerlandais: Stadion Woudestein, parfois appelé Stadion Excelsior ou juste Woudestein) est un stade de football néerlandais situé à Rotterdam. 
Ce stade de 3 531 places accueille les matches à domicile du SBV Excelsior.